# John Alcindor
John Alcindor (Port of Spain, 8 luglio 1873 – Londra, 25 ottobre 1924) è stato un medico e attivista trinidadiano, fu politicamente impegnato per il panafricanismo in favore del quale fu molto attivo all'interno dell'African Progress Union, movimento per la promozione dell'educazione degli africani, del quale fu Presidente nel 1921.

## Biografia
Suo padre, Francis Alcindor, era proprietario di una piantagione di cocco, ed aveva le risorse economiche sufficienti per farlo studiare nel prestigioso college cattolico di Saint Mary's College a Port of Spain; di questo periodo dei suoi studi sappiamo ben poco, tranne che dimostrò una certa eccellenza che gli fece vincere una borsa di studio nel 1892 che gli permise di lasciare il suo paese e recarsi nel Regno Unito. 
Il 21 ottobre 1893 Alcindor si registrò come studente di medicina all'Università di Edimburgo e continuò i suoi studi presso l'allora Anderson College di Glasgow dove trascorse sei mesi occupandosi di malattie mentali. Ottenne il Bachelor of Medicine (MB) il 29 luglio 1899. A partire dall'ottobre di quello stesso anno, si trasferì a Londra dove esercitò come praticante ed assistente in diversi ospedali cittadini, prima il Paddington Infirmary (1899), poi al St Mary's Hospital for Women and Children di Plaistow (1900), al North London Hospital for Consumption (1901) e presso il St Francis Hospital (1902).
Nel 1900, mentre era a Londra, partecipò al Primo Congresso panafricano, che si tenne tra il 23 ed il 25 luglio 1900, come uno dei delegati per conto della Afro-West Indian Literary Society di Edimburgo, dove strinse un'amicizia di lungo corso con il compositore di colore Samuel Coleridge-Taylor.

Nel 1911 sposò la giornalista Minnie Amy Clara Mary Martin, figlia dell'architetto di origini francesi Louis Kossuth Martin, che a seguito del matrimonio con Alcindor ripudiò sua figlia. 

Tra il 1907 ed il 1913 pubblicò alcuni articoli sulla tubercolosi, sull'influenza e sul cancro, apparsi su riviste mediche di prestigio come il British Medical Journal o il Practitioner. Tra il 1917 ed il 1923 fu uno dei quattro dottori del distretto londinese di Paddington dove divenne subito noto con il soprannome di Il Dottore Nero. L'11 giugno 1918 si unì alla Croce Rossa britannica e venne nominato membro onorario della American Anti-Tuberculosis Society e della Anti-Slavery Society di John Hobbis Harris.

A partire dal 1921 iniziò a collaborare alle attività di un movimento in favore della promozione delle persone di colore fondato nel 1917 a Londra, la African Progress Union, succedendo in qualità di Presidente a John Archer. In quello stesso anno, partecipò alla giornata inauguarale del Secondo Congresso panafricano, al fianco del reverendo William Jernagin; nel suo discorso inaugurale Alcindor sottolineò come l'opinione pubblica mondiale fosse stesse diventando gradualmente consapevole dei problemi sofferti dall'Africa e dalle popolazioni africane e che quindi fosse necessario continuare a risvegliare tale coscienza, facendo uso di tutta la propaganda possibile.

Il suo attivismo non si limitò unicamente all'impegno contro la discriminazione razziale, ma anche alla lotta contro le deficienze del sistema sanitario britannico nella cura delle classi più povere, testimoniato dal fatto che Alcindor professava la sua attività medica anche come volontario nell'assistenza dei poveri per conto della Poor Law Medical Office Association, di cui divenne segretario sotto la presidenza di Arthur Newsholme. Nel 1923 partecipò al Terzo Congresso panafricano. 
Morì il 25 ottobre 1924 presso il St Mary's Hospital di Paddington.